# Aysegul Sultan
Aysegul Sultan (Karadeniz Powership 7, KPS7, Esra Sultan) — плавуча електростанція, створена на замовлення турецької компанії Karadeniz Energy (входить до складу Karadeniz Holding).

## Характеристики
В кінці 2000-х років турецький Karadeniz Holding почав формування першого в світі флоту плавучих ТЕС. Вони мали надавати свої послуги країнам, що потерпають від енергодефіциту, на період до спорудження останніми постійних генеруючих потужностей. Сьоме судно цього флоту Aysegul Sultan створили у 2015-му на стамбульській верфі Sedef Shipyard, використавши корпус збудованої у 2007 році баржі Sainty 7. Остання відносилась до серії суден, спорудженої корабельнею Sainty Shipyard для доправлення до Німеччини та Нідерландів річкових барж, призначених для перевезень по Рейну.
Aysegul Sultan обладнали дванадцятьма дизель-генераторами MAN 18V51/60DF, які разом з невеликою паровою турбіною видають загальну потужність у 235 МВт. Вони можуть споживати як нафтопродукти, так і природний газ.
Трансформаторну підстанцію, що забезпечує підключення до берегових мереж, постачила компанія Alstom.
Судно назвали на честь сестри Голови правління Karadeniz Holding.

## Завдання судна
У жовтні 2015 Aysegul Sultan повели в Гвінейську затоку до місця виконання першого замовлення. Після переходу тривалістю біля двох тижнів його встановили у рибній гавані порту Тема, на схід від столиці Гани міста Аккра. Ця країна з другої половини 2000-х років відчувала сильний дефіцит генеруючих потужностей, тому у 2014-му уклала договір з Karadeniz Energy на використання двох плавучих електростанцій загальною потужністю 450 МВт. Враховуючи нестабільні поставки нігерійського блакитного палива через Західно-Африканський газопровід, які призводили до перебоїв у роботі вже наявних ТЕС, Aysegul Sultan розпочало роботу в Гані з використання нафтопродуктів, хоча за умови покращення ситуації з надходженням газу планувалось її переведення на нього. Також очікували, що з початком у 2018 році розробки ганського газового родовища Санкофа стане можливою подача його продукції через реверсовану ділянку Західно-Африканського газопроводу або нову систему Абоадзе — Тема. Хоча Санкофу дійсно запустили влітку 2018-го, проте на той час Aysegul Sultan вже покинула країну, оскільки в 2017 році до Гани прибула друга плавуча ТЕС компанії Karadeniz Energy — Osman Khan, яка була здатна сама видати всю замовлену цією країною потужність.
Що стосується Aysegul Sultan, то з липня 2018-го вона почала роботу біля узбережжя Лівану. При цьому судно перейменували в Esra Sultan щоб не викликати роздратування у місцевих шиїтів, котрі негативно ставляться до дружини пророка Аїші, відомій у турецькій транскрипції як Айсегюл (можливо відзначити, що первісно назву Esra Sultan отримав викуплений Karadeniz у 2016-му танкер SKS Tana, проте це судно вже в 2017-му було продане на злам). Esra Sultan встановили на якір поряд із ТЕС Зук, за десяток кілометрів північніше Бейрута. Судно працювало в Лівані до жовтня 2018-го, коли із завершенням літнього періоду зменшився попит на електроенергію. По завершенні завдання йому повернули попередню назву (втім, станом на літо 2019-го у Karadeniz була і електростанція Esra Sultan, котра мала потужністю 80 МВт та почала роботу в кубинському порту Маріель).
В подальшому Aysegul Sultan відправили до Сенегалу. В червні 2021-го електростанція перейшла на використання блакитного палива, отриманого через термінал для прийому ЗПГ Дакар.